# Accumulatio
Die Accumulatio (von lateinisch accumulare ‚anhäufen‘, auch Frequentatio, deutsch Akkumulation oder Worthäufung) ist eine rhetorische Wortfigur, bei der mehrere zueinander in Beziehung stehende Wörter oder Kola syndetisch oder asyndetisch (also mit oder ohne Konjunktion) aneinandergereiht werden. 
Man unterscheidet:
- Congeries: Aneinanderreihung von Synonymen
- Distributio oder Dihärese: Zerlegung eines übergeordneten Begriffes in Teilaspekte. Der Begriff kann der Aufzählung nachgestellt sein oder fehlen.
- Hendiadyoin: Zerlegung in zwei Teilaspekte, meist als feststehende Formel („Grund und Boden“, „Haus und Hof“)
- Enumeratio: Aneinanderreihung, die im Wesentlichen eine vollständige Aufzählung von Teilen und Teilaspekten ist.
- Klimax: sich steigernde Aufzählung

Beispiele:
- „Nenn’s Glück! Herz! Liebe! Gott!“ (Johann Wolfgang von Goethe, Faust I., V. 3454)
- „Nun ruhen alle Wälder, Vieh, Menschen, Städt und Felder.“ (Paul Gerhardt)
- „Ist was, das nicht durch Krieg, Schwert, Flamm und Spieß zerstört?“ (Andreas Gryphius)
- „Laterne, Laterne, Sonne, Mond und Sterne“ (Kinderlied)
- „Quadratisch, Praktisch, Gut“ (Werbeslogan von Ritter Sport)